# A41 (autoestrada)

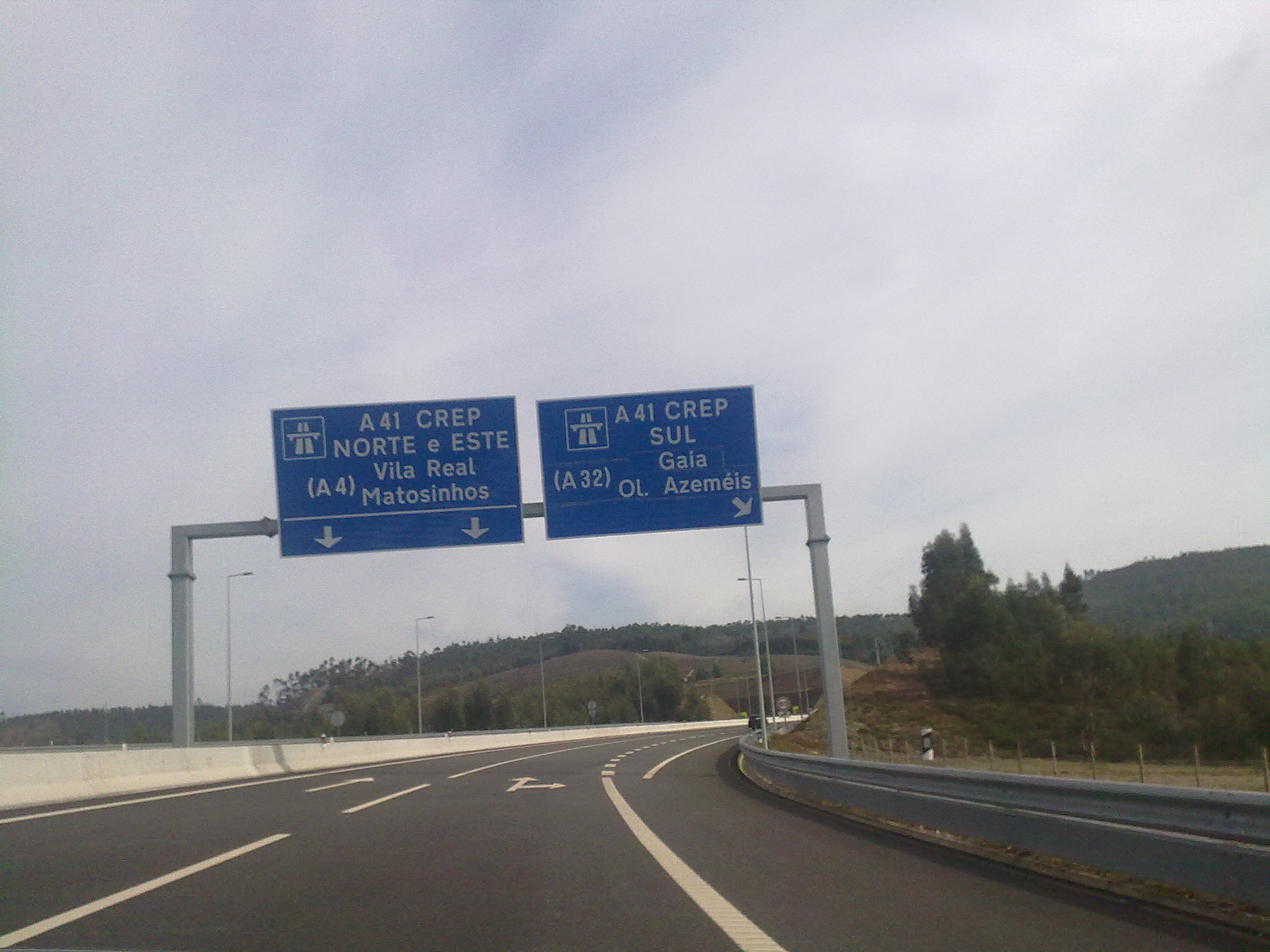
Acesso à CREP, na A43, perto de Gens

A   A 41   ou Circular Regional Exterior do Porto (CREP) é uma autoestrada portuguesa, que circunda a Área Metropolitana do Porto, localizada na região do Norte. Com uma extensão total de 62 km, a autoestrada percorre os municípios de Matosinhos, Maia, Valongo, Paredes, Gondomar, Vila Nova de Gaia, Santa Maria da Feira e Espinho, servindo mais de 1,1 milhões de habitantes.
É um contributo para descongestionar a Via de Cintura Interna e facilitando as ligações entre o sul e o leste da região. Até meados da década de 2000, esta rodovia não era considerada uma autoestrada, mas sim uma via rápida com perfil transversal de autoestrada (similar ao IC19 ou IC23), estando numerada como IC24 em todos os troços que então já estavam em funcionamento.
Desde 1 de Abril de 2011, encontram-se, em serviço, todos os troços desta auto-estrada, que se pode dividir em quatro troços principais:
- um a norte do Porto, entre Matosinhos e Alfena com uma extensão de 14 km, que resulta da duplicação da antiga variante à EN 107, construída pela Junta Autónoma de Estradas entre 1988 e 1994 em formato de via rápida[2] e duplicada nos anos 90 para formar o chamado IC 24. Este troço foi integrado, em 2002, na concessão SCUT do Grande Porto, tendo passado a ser taxado por portagens electrónicas a partir de 15 de Outubro de 2010.
- Outro, continuação do anterior, entre Alfena e o nó com a A 42, em Ermida, numa extensão de 9 km. Foi construído de raiz em 2005 e integrado na Concessão SCUT do Grande Porto. Passou igualmente a ser taxado com portagens electrónicas a partir de 15 de Outubro de 2010.
- Outro a sul e a leste do Porto, entre Alfena e Espinho, com uma extensão de 33 km, construído de raiz no âmbito da concessão AEDL (Auto-estradas do Douro Litoral), e taxado através de portagens tradicionais. Durante o primeiro ano receberam uma média diária de 4.350 viaturas. Com dez nós de acesso e 33 quilómetros custaram 325,2 milhões de euros.
- O acesso à cidade de Espinho, que a liga à EN1 no Picoto, construído directamente pela Junta Autónoma das Estradas em 2002 como IC24, que nunca foi concessionado e se mantém, por isso, sem portagens.

## Estado dos Troços
| Troço                      | Situação | km   |
| -------------------------- | --- | ---- |
| Perafita ( A 28 ) - Alfena | Em serviço (1988-1994) como variante à N 107 Integrado (década de 1990) no IC 24 Concessionado e reclassificado como A 41 (2007) (Concessão: Grande Porto) | 14,3 |
| Alfena - Ermida ( A 42 )   | Em serviço (2005) (Concessão: Grande Porto) | 8,9  |
| Ermida ( A 42 ) - Picoto   | Em serviço (04/2011) (Concessão: Douro Litoral) | 33,2 |
| Picoto - Espinho           | Em serviço (2002) (Concessão: Douro Litoral) | 5,4  |

## Traçado
O traçado desta auto-estrada é:
- Matosinhos
- Maia
- Alfena
- Valongo
- A 42
- Paredes
- A 4
- Aguiar de Sousa
- Gondomar
- Picoto
- Espinho

## Perfil
| Troço                    | Perfil | Extensão |
| ------------------------ | ------ | -------- |
| A 28 - Alfena            |        | 14 km    |
| Alfena - Aguiar de Sousa |        | 20 km    |
| Aguiar de Sousa - A 32   |        | 14 km    |
| A 32 - Picoto            |        | 9 km     |
| Picoto - A 1             |        | 2 km     |
| A 1 - Espinho            |        | 3 km     |

## Saídas

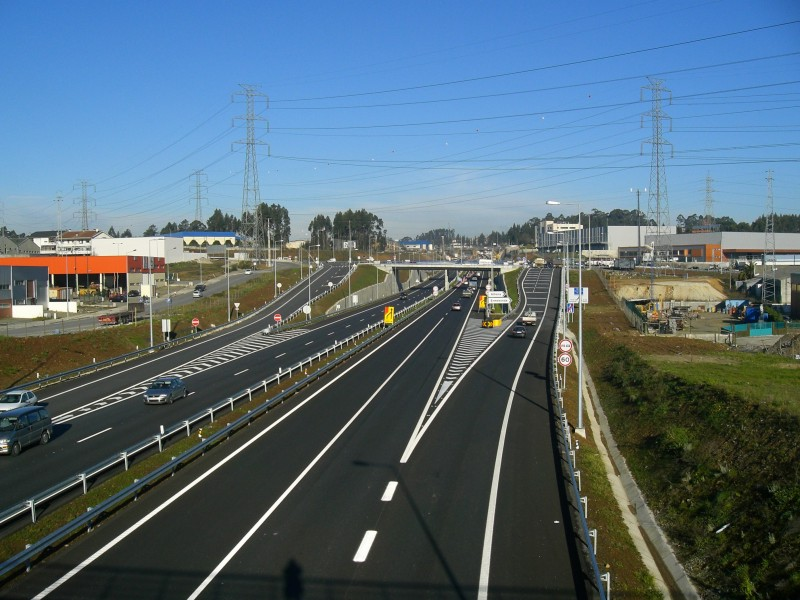
Nó de Alfena da A 41.

### Matosinhos - Espinho
| Número da Saída                              | km                      | Nome da Saída                                 | Estrada que liga                   |
| -------------------------------------------- | ----------------------- | --------------------------------------------- | ---------------------------------- |
| \| 1                                         | 0                       | Porto / Matosinhos Viana / Vila do Conde      | A 28                               |
| Pórtico de Portagem de Freixieiro - € 0,15   |                         |                                               |                                    |
| 2                                            | 2                       | aeroporto Porto / Leixões                     | VRI                                |
| Pórtico de Portagem de Gandra - € 0,15       |                         |                                               |                                    |
| 3                                            | 5                       | Moreira / Maia (norte) Porto                  | N 13                               |
| Pórtico de Portagem da Maia - € 0,10         |                         |                                               |                                    |
| 4                                            | 7                       | Maia (centro) Trofa                           | N 14 (Via Norte)                   |
| Pórtico de Portagem de Vermoim - € 0,25      |                         |                                               |                                    |
| 5                                            | 9                       | Maia (este) Vermoim                           | N 107                              |
| 6                                            | 12                      | Porto Braga / Vila Real                       | A 3                                |
| Pórtico de Portagem de Alfena Oeste - € 0,10 |                         |                                               |                                    |
| 7                                            | 14                      | Alfena (oeste) Ermesinde Hospital de Alfena   | EN105                              |
| 7A                                           | -                       | Alfena (centro) Valongo                       | Via do Lombelho (Valongo / Alfena) |
| Pórtico de Portagem de Alfena Este - € 0,35  |                         |                                               |                                    |
| 8                                            | 19                      | Alfena (este)                                 | M 606                              |
| 9                                            | 22                      | Sobrado                                       |                                    |
| Pórtico de Portagem de Sobrado - € 0,05      |                         |                                               |                                    |
| 10                                           | 23                      | Paços de FerreiraFreamunde Felgueiras Lousada | A 42                               |
| 11                                           | 25                      | Gandra norte Sobrado Rebordosa Lordelo sul    | M 606                              |
| Praça de Portagem de Gandra                  |                         |                                               |                                    |
| 12                                           | 29                      | Porto / Valongo Vila Real / Paredes           | A 4                                |
| 13                                           | 31                      | Campo Recarei Gandra centro Zona Industrial   | N15-2                              |
| 14                                           | 34                      | Aguiar de Sousa                               | N 319-2                            |
|                                              | Túnel de Covelo (460 m) |                                               |                                    |
| 15                                           | 41                      | Gens Gondomar Porto (Freixo)                  | A 43                               |
| 16                                           | 44                      | Medas Foz do Sousa Barragem de Crestuma-Lever | N 108                              |
| 17                                           | 48                      | Ol. Azeméis / Feira Porto / Gaia              | A 32                               |
| 18                                           | 50                      | Sandim                                        |                                    |
| Praça de Portagem de Argoncilhe              |                         |                                               |                                    |
| 19                                           | 56                      | Picoto Argoncilhe                             | N 1                                |
| 20                                           | 58                      | Nogueira da Regedoura                         | N 326                              |
| 21                                           | 59                      | Feira / Lisboa Porto / Gaia                   | A 1                                |
| 22                                           | 60                      | Grijó Guetim                                  |                                    |
| 23                                           | 62                      | Porto / Gaia                                  | A 29                               |
|                                              | 62                      | Espinho Aveiro / Esmoriz                      | A 29                               |

 Nota: o preço das portagens electrónicas indicado na tabela corresponde à tarifa paga por um veículo pertencente à classe 1.

## Áreas de Serviço
- Área de Serviço de Moreira-Maia (km 4)

- Área de Serviço de Paredes (km 32)